# Ударний (Первомайський район)
Уда́рний (рос. Ударный) — селище у складі Первомайського району Оренбурзької області, Росія.

## Населення
Населення — 282 особи (2010; 369 у 2002).
Національний склад (станом на 2002 рік):
- казахи — 65 %
- росіяни — 26 %